# Krzysztof Wielicki
Krzysztof Jerzy Wielicki (født 5. januar 1950) er en polsk bjergbestiger, der bliver betragtet som en af de dygtigste bjergbestigere fra Polen nogensinde. Han er den femte person i verden, der har besteget alle 14 Otte-tusinder (bjerge der er højere end 8.000 m), og han er den første person, der har besteget både Mount Everest, Kangchenjunga og Lhotse om vinteren. Han er medlem af The Explorers Club.